# Тихоня (фільм, 1973)
«Тихоня» (рос. «Тихоня») — молдовський радянський художній фільм 1973 року режисера Михайла Ізраїлева.

## Сюжет
Жителя провінційного містечка Василя Чебана (Альберт Філозов) звинувачують у тому, що він на відпочинку в Ялті спокусив та покинув вагітною Надю (Євгенія Вєтлова). Чоловік знає, що не є батьком дитини, але вирішує допомогти нещасній дівчині. Мати Василя (Ольга Вікландт) випадково дізнається про Надю і запрошує її до себе в Молдову.

## У ролях
- Альберт Філозов
- Ольга Вікландт
- Євгенія Вєтлова
- Йола Санько
- Олександр Мілютін
- Юрій Саранцев
- Володимир Піцек
- Михайло Бадікяну
- Наталія Гурзо
- Володимир Дюков

## Творча група
- Сценарій: Семен Нагорний
- Режисер: Михайло Ізраїлев
- Оператор: Вадим Яковлєв
- Композитор: Володимир Біткін